# Meromissi

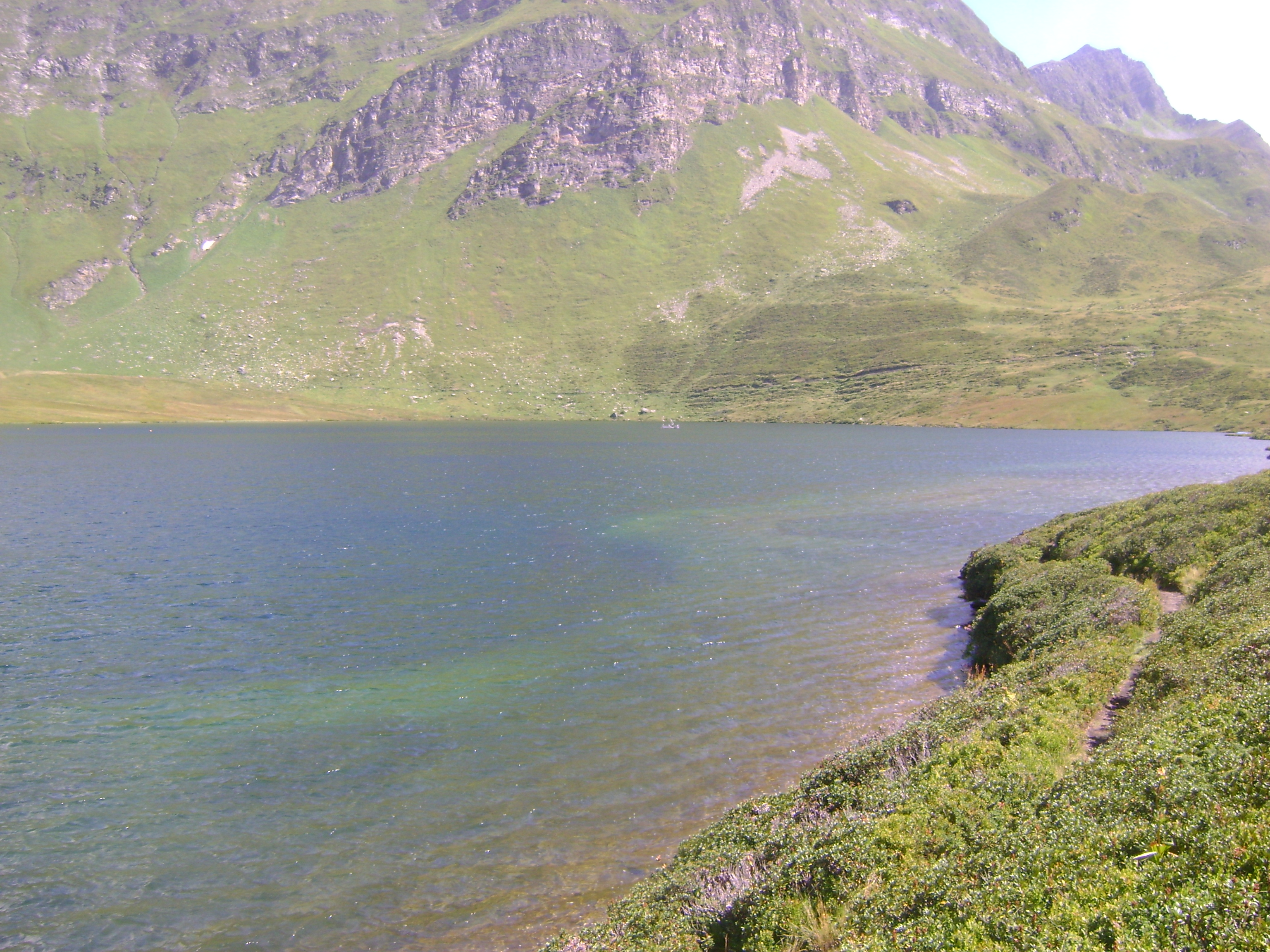
Il lago di Cadagno, interessato dal fenomeno

La meromissi è la condizione di uno specchio d'acqua (di solito un lago) con una stratificazione pressoché costante. In pratica le acque superficiali non si rimescolano con quelle del fondo, creando due zone sovrapposte con condizioni fisiche e chimiche differenti. In tal caso il lago è detto meromittico.

## La meromissi crenogenica
In condizioni crenogeniche, la meromissi è dovuta alla diversa composizione chimica dei due strati, quello superficiale più leggero per l'assenza di sali minerali, che invece sono abbondanti nello strato profondo. Il fenomeno avviene in presenza di sorgenti subacquee sulfuree che arricchiscono in modo sostanziale di sali la colonna d'acqua profonda. Concorrono al mantenimento di questo stato anche le differenti temperature, più bassa nella parte inferiore rispetto a quella superficiale. Questo può avvenire solo in specchi d'acqua relativamente piccoli e abbastanza profondi da impedire l'effetto di rimescolamento prodotto da forti venti.
In Europa esistono pochi laghi con questa conformazione; il più conosciuto e studiato è il lago di Cadagno, laghetto alpino delle Alpi Lepontine situato nel Canton Ticino, in Svizzera.